# Baby Reindeer
Baby Reindeer (Mi reno de peluche en España, y Bebé reno en Hispanoamérica) es una miniserie de televisión británica dramática creada, escrita, producida y protagonizada por Richard Gadd para Netflix, basada en su propia experiencia personal. La miniserie de siete episodios se estrenó el 11 de abril de 2024.

## Sinopsis
La historia gira en torno a un hombre llamado Donald "Donny" Donn, quien trabaja en la barra de un bar y que también persigue su sueño de ser comediante. Sin embargo, su vida cambia por completo cuando llega Martha Scott, una mujer vulnerable que se obsesiona tanto con Donny que empieza a acosarlo y perseguirlo por todas partes sin parar, por lo que poco después Donny descubre que ella es una acosadora profesional con varios antecedentes y que estuvo en prisión hace algún tiempo atrás. Martha no solamente estará involucrándose en su vida privada, sino también profesional, por lo que poco a poco se verá muy afectado y tendrá que ponerle un alto definitivo antes de que ella pase a mayores.

## Reparto
- Richard Gadd como Donny Dunn, protagonista y narrador de la serie, es acosado y perseguido por Martha durante dos años.
- Jessica Gunning como Martha Scott, acosadora serial.
- Nava Mau como Teri, pretendiente de Donny.
- Tom Goodman-Hill como Darrien O'Connor, director de cine y teatro que tiene planes turbios, ayuda al protagonista a ser más "creativo" con estupefacientes y narcóticos.
- Amanda Root como Elle
- Mark Lewis Jones como Gerry
- Hugh Coles como Francis
- Danny Kirrane como Gino
- Michael Wildman como Greggsy
- Shalom Brune-Franklin como Keeley
- Nina Sosanya como Liz
- Thomas Coombes como Oficial de policía Daniels
- Tom Durant Pritchard como Jason
- Laura Smyth como Glenda

## Producción

### Desarrollo
La serie se anunció en diciembre de 2020, con Richard Gadd listo para escribir la serie y protagonizarla. Clerkenwell Films iba a producir. Weronika Tofilska fue agregada como directora en agosto de 2022. En marzo de 2023, Josephine Bornebusch fue anunciada como directora adicional.

### Casting
Richard Gadd fue elegido junto con el anuncio de la serie. Jessica Gunning fue elegida el 26 de agosto de 2022. Nava Mau fue anunciada como miembro del elenco en marzo de 2023.

### Rodaje
El rodaje comenzó a mediados de agosto de 2022 en Edimburgo en el Grassmarket. El rodaje también se produjo en Londres. El rodaje finalizó a principios de marzo de 2023.

## Episodios
| N.º | Título       | Dirigido por         | Escrito por  | Fecha de emisión original |
| --- | ------------ | -------------------- | ------------ | ------------------------- |
| 1 | «Episodio 1» | Weronika Tofilska    | Richard Gadd | 11 de abril de 2024       |
| En 2015, Donny Dunn es un aspirante a humorista que trabaja en un bar de Londres. Un día, invita a una bebida a una mujer desconsolada llamada Martha Scott, gesto por la cual ella comienza a habituar en el bar, diciéndole que es una abogada rica y entreteniéndole con sus anécdotas. Se vuelve cada vez más cercana a él y le apoda como su "reno de peluche", aparte de incomodarle con cientos de correos electrónicos al día. Como alternativa a su propuesta de ir de pícnic, los dos acuerdan tomar un café, pero Donny se queda perturbado cuando Martha demuestra que está mentalmente inestable. Al seguirla a casa, Donny descubre que Martha vive en un alquiler social, pero se ve obligado a marcharse cuando se percata de su presencia. Debido a esto, Martha cree que de verdad le gusta a Donny. Se presenta por su cuenta en el monólogo de Donny, donde sus interrupciones ayudan a Donny a llegar hasta las finales. Martha le confiesa su amor, pero a pesar de que Donny la rechaza educadamente, se enoja mucho. Martha le envía una petición de amistad por Facebook, haciendo que Donny descubra que es una acosadora que ha estado en la cárcel. Aun así, acepta su petición de amistad. |              |                      |              |                           |
| 2 | «Episodio 2» | Weronika Tofilska    | Richard Gadd | 11 de abril de 2024       |
| En secreto, Donny ha estado saliendo con Teri, una terapeuta americana transgénero. Avergonzado por sus sentimientos, Donny le miente diciéndole que es un constructor llamado Tony. Mientras tanto, el acoso de Martha se intensifica, dejándole mensajes en todas sus publicaciones de Facebook y acosando a su exnovia Keeley, siendo su madre Liz la arrendadora de Donny. Martha también comienza a seguir a Donny a casa al acabar su turno en el bar. Teri insiste a Donny de que la denuncie a la policía, pero hace caso omiso creyendo que Martha no es tan peligrosa. Aun así, Donny intenta que sus compañeros de trabajo prohíban la entrada en el bar a Martha, pero se lo toman a broma y uno de ellos le envía un mensaje pidiendo sexo anal, empeorando las cosas. Bajo los efectos de la cocaína, Donny pasa una buena noche con Teri, pero al pedir que la bese en el metro, se echa atrás por miedo. Martha sigue a Donny a casa, empujándole contra la pared y sobándole la entrepierna. |              |                      |              |                           |
| 3 | «Episodio 3» | Weronika Tofilska    | Richard Gadd | 11 de abril de 2024       |
| Teri deja a Donny tras confesarle su verdadera identidad. Martha se hace amiga de Liz usando un nombre falso y aprovecha la visita a su casa para dejar una foto provocativa de sí misma en la habitación de Donny. Cuando la amenaza con denunciarla, Martha comienza a pasarse los días sentada en una parada de autobús frente a su casa. Donny comienza a mostrar empatía por ella, y al darse cuenta de que ella de verdad cree que están juntos, "rompe" con ella para ayudarla, dejándole en paz durante un tiempo. Teri acude a las semifinales de humorista para dar una segunda oportunidad a Donny. El espectáculo es interrumpido por Martha, quien, enfadada, comienza a ridiculizarle públicamente. Es echada del local, pero intenta colarse en el camerino de Donny mientras está con Teri, donde comienza a perseguirlos. Al dejarla atrás, los dos retoman su relación, pero Martha los descubre, haciendo que esta insulte y ataque a Teri, arrancándole parte del cabello. |              |                      |              |                           |
| 4 | «Episodio 4» | Weronika Tofilska    | Richard Gadd | 11 de abril de 2024       |
| Seis meses después de conocer a Martha, Donny acude a la policía para denunciarla. Al preguntársele por su tardanza, comienza a recordar su historia unos años atrás. Cuando Donny era un humorista joven en Edimburgo, se topa con Darrien, un escritor exitoso que ha trabajado con sus mayores ídolos de la comedia. Darrien ejerce de su mentor y antes de desaparecer le anima a mudarse a Londres. Mientras ensaya en una escuela de arte dramático en Oxford, conoce y comienza a vivir con Keeley. Un día recibe una llamada de Darrien, interesado en que escriban un episodio piloto juntos. Sin darse cuenta de que está siendo acicalado, Donny pasa fines de semana enteros "trabajando" en el piso de Darrien, distanciándose cada vez más de Keeley. Darrien incita a Donny a consumir drogas, abusando de él mientras se encuentra bajo sus efectos, hasta que al final lo viola tras tomar LSD y GHB. Donny se aleja de Darrien, pero su relación con Keeley ya no tiene arreglo. Confuso y enfadado, Donny comienza a mantener relaciones sexuales de riesgo con gente de todos los géneros. En el presente, debido a su culpa por dejarse violar por Darrien y nunca denunciarlo, Donny es incapaz de dar a la policía una descripción verídica del acoso de Martha. |              |                      |              |                           |
| 5 | «Episodio 5» | Josephine Bornebusch | Richard Gadd | 11 de abril de 2024       |
| Le prohíben la entrada a Martha al bar de Donny después de un enfrentamiento con él. Cuando Martha echa un refresco a Keeley en la calle, Liz pide a Donny que se vaya, pues no quiere más problemas. Comienza a compartir piso con unos compañeros de la escuela de arte dramático, pero se desilusiona al enterarse de que se montan fiestas y consumen droga cada noche. Debido a esto, pasa más tiempo en el piso de Teri, ocultándose, y admite ser bisexual por primera vez. Su relación comienza a sufrir de los efectos del trauma de Teri por el ataque de Martha y la disfunción eréctil de Donny, a efectos del trauma de Martha y Darrien. Teri insiste de nuevo en que la denuncie, y esta vez consigue que la policía se lo tome en serio al descubrir sus antecedentes. La policía la contacta y deja de enviarle mensajes. Sin embargo, Donny descubre que se ha obsesionado con ella, masturbándose con la foto que le dejó y fantaseando con tener sexo con ella. Esto le ayuda a tener relaciones con Teri, mejorando su relación. Los padres de Donny le dejan un mensaje de voz extremadamente preocupados, al haber sido informados por una desconocida (Martha) de que su hijo ha sido hospitalizado tras sufrir un accidente. |              |                      |              |                           |
| 6 | «Episodio 6» | Josephine Bornebusch | Richard Gadd | 11 de abril de 2024       |
| Para horror de Donny, Martha ha comenzado a acosar a su familia y ha acusado a su padre de ser un pederasta, causándole problemas en el trabajo. Debido a la inefectividad de la policía, Donny tiende una trampa a Martha para que viole la orden de alejamiento. Sin embargo, Martha ha estado grabando todas sus interacciones y la policía le da un aviso a Donny por su intento. Por consecuencia, Teri rompe con Donny. El día anterior a la final del concurso de humoristas, Martha reaparece en el bar para acosarle y humillarle delante de los clientes. Cuando revela a todos que Martha acosó a un padre y su hija discapacitada, esta le revienta un vaso contra la cabeza. Sus compañeros de trabajo le convencen para que no presente cargos, pues dejaría en evidencia la falta de medidas de seguridad del bar. En la final, Donny se rinde al aceptar que no resulta gracioso a la gente, por lo que confiesa a los espectadores sus sentimientos y todo lo que le ha pasado, incluyendo la violación de Darrien, el acoso de Martha y su desastrosa relación con Teri, antes de abandonar el escenario. |              |                      |              |                           |
| 7 | «Episodio 7» | Josephine Bornebusch | Richard Gadd | 11 de abril de 2024       |
| Un espectador graba la confesión de Donny y se vuelve viral, haciendo que tenga gran éxito en su trayectoria profesional, pero también permite a Martha descubrir su número de teléfono y acosarle con mensajes de voz. Cuando le amenaza con contar a sus padres la violación y su sexualidad, Donny viaja a Fife para confesar a sus padres todo antes que ella. Su padre le revela que cuando de joven estudiaba en una escuela católica, también fue acosado sexualmente. Después de que Martha le deje un mensaje amenazándole con apuñalar a sus padres, Donny por fin la denuncia. Martha es condenada a nueve meses de prisión y cinco años de libertad condicional. Donny deja la comedia y haciendo caso a Keeley, vuelve a casa de Liz. Al encontrar el guion del episodio piloto, Donny visita de nuevo a Darrien, pero es incapaz de echarle en cara lo que ha hecho. Darrien ha visto su vídeo y le ofrece un puesto como escritor, el cual acepta, pero sufre un ataque de pánico poco después. Cuando se encuentra en un bar, escucha uno de los antiguos mensajes de Martha, donde le explica que le apodó como su "reno de peluche" porque le recordaba a un peluche que abrazaba de niña mientras sus padres se peleaban. Donny comienza a llorar y al pedir una bebida se da cuenta de que ha olvidado su cartera. Empatizando con él, el camarero se lo da gratis, una situación similar a su primer encuentro con Martha. |              |                      |              |                           |

## Recepción
En el agregador de reseñas Rotten Tomatoes, el 100 % de veinticinco críticos dieron a la serie una reseña positiva, con una calificación promedio de 8/10. El consenso del sitio web dice: «Baby Reindeer, una vigorizante obra de autoficción del creador y estrella Richard Gadd, puede ser un reloj agotador pero recompensa ampliamente a los espectadores con su complejidad emocional y excelentes actuaciones». En Metacritic, la serie tiene una puntuación promedio ponderada de 87/100 basada en diez críticos, lo que indica «aclamación universal».